# Ferula (bisschopsstaf)

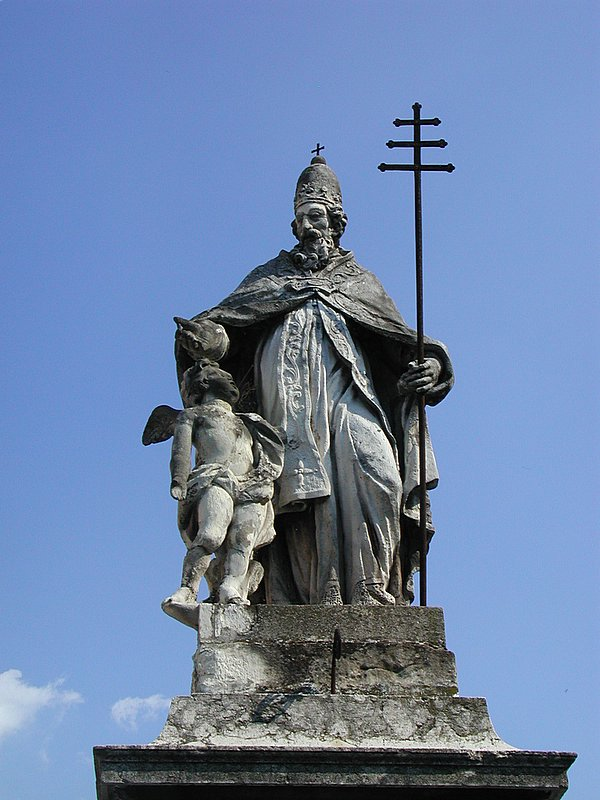
Sint-Silvester met een kruisstaf

De ferula of kruisstaf is de bisschopsstaf van de paus. Het eigen kenmerk van de ferula is dat de top van de staf een kruisbeeld heeft, waar de top van een gewone' bisschopsstaf een krul van een herdersstaf heeft. 
Paus Johannes Paulus I en Paus Johannes Paulus II gebruikten een ferula met een kruisbeeld van Christus die in 1964 vervaardigd werd voor Paus Paulus VI (1963-1978). Ook Paus Benedictus XVI gebruikte deze kruisstaf enige tijd, maar met Pasen 2008 gebruikte hij een vergulde staf met een rijkversierd klassiek Latijns kruis erop, voorzien van enkele medaillons, die oorspronkelijk van Paus Pius IX was en die eerder al door Paus Pius XII (1939-1958) en Paus Johannes XXIII (1958-1963) gebruikt werd.
Vanaf 2009 gebruikte Paus Benedictus een gouden ferula die speciaal voor hem gemaakt was. Paus Franciscus gebruikte zowel de ferula die voor Paus Paulus is gemaakt, als de ferula die voor Paus Benedictus werd vervaardigd. Ook maakte paus Franciscus regelmatig gebruik van een ferula die bij gelegenheid van een specifiek pausbezoek voor hem gemaakt werd. 

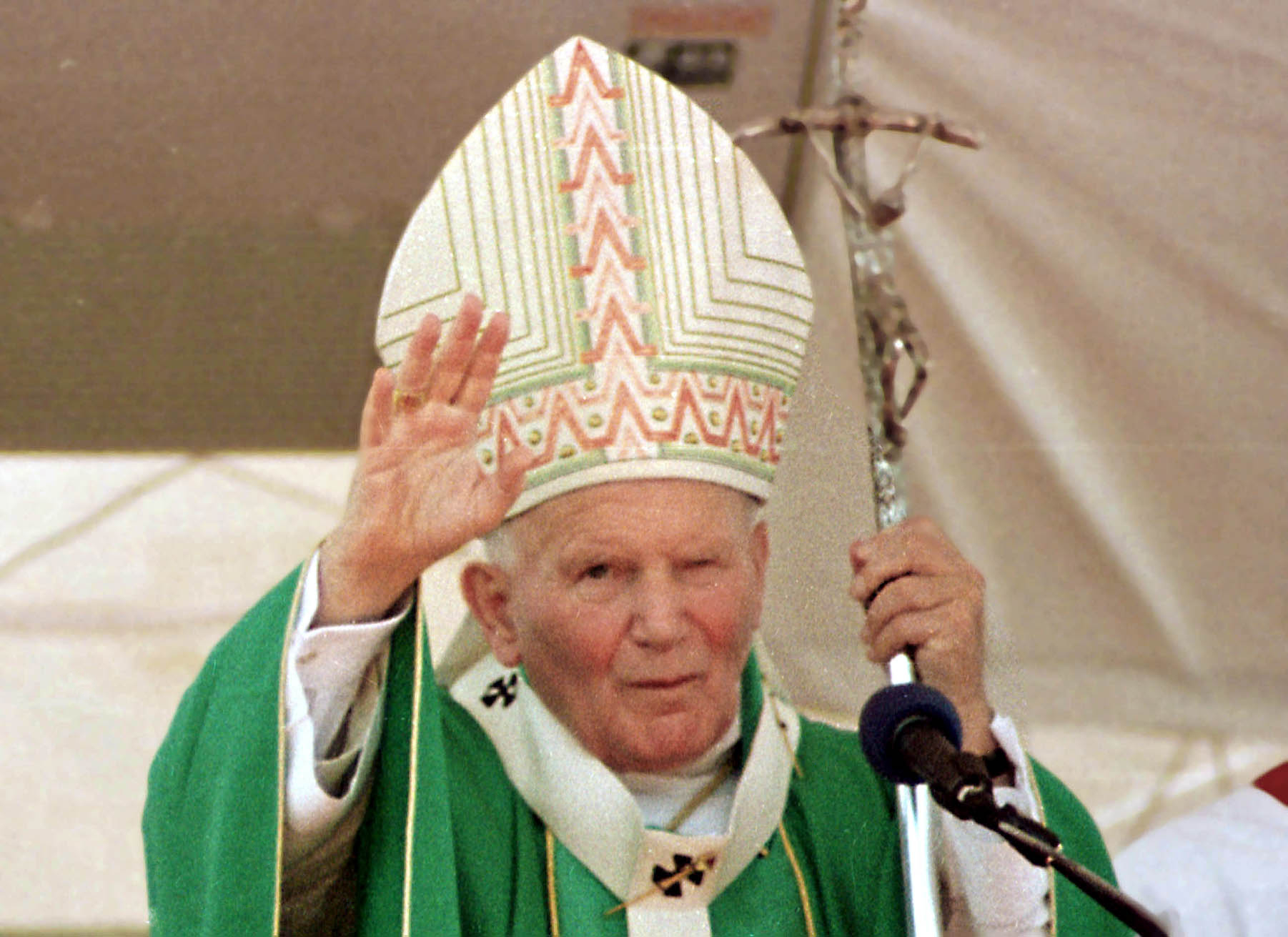
Paus Johannes Paulus II met zijn kruisstaf van paus Paulus VI tijdens zijn bezoek aan Brazilië in oktober 1997
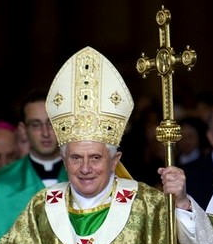
Paus Benedictus XVI met de kruisstaf van paus Pius IX in 2008